# Кеслер, Ярослав Аркадьевич
Ярослав Аркадьевич Кеслер (25 июня 1946, Москва — 15 сентября 2023) — российский химик, музыкант, литератор, автор неакадемических работ в области истории и лингвистики.

## Биография
Родился 25 июня 1946 года в Москве, в семье драматурга Аркадия Васильевича Кеслера (1924—1985), заслуженного работника культуры РСФСР (1975), ответственного секретаря секции драматургии Союза писателей СССР и редакции альманаха «Современная драматургия», заведующего литературной частью МХАТа (1963—1980). В 1964 г. окончил московскую школу № 330 с золотой медалью, далее студент и аспирант химического факультета Московского государственного университета.
Доктор химических наук (диссертация «Химия халькогенидных шпинелей», 1997), профессор, автор монографии, учебника и более 200 научных трудов по химии и химической технологии (преимущественно в области химического материаловедения, термохимии, кристаллохимии). Лауреат премий ВХО им. Д. И. Менделеева и им. М. В. Ломоносова. Впервые в мире (в 1980 г.) получил с сотрудниками магнитный полупроводниковый материал со свойствами спинового стекла (авторские свидетельства).
Известен также как драматург и переводчик: спектакли «Иисус Христос Суперзвезда» (русский текст), «Игра», «Два Веронца», «Любовь, Нью-Йорк, век 21», «Странная история доктора Джекила и мистера Хайда», пьесы «Империя», «Похождения юного Кима» (в соавторстве с А. Митниковым) и др. В 1960—1980 гг. также лидер популярной музыкальной группы «Мозаика», автор более ста песен (CD «Меня преследует рок», LP «Рубикон» и «Чур меня!», EP «Пару поддай!» и SP «Нет голоса!», телефильм «Витражных дел мастер» и др.), лауреат всесоюзных и зарубежных фестивалей.
Автор ряда неакадемических книг по истории цивилизации, а также многочисленных статей, опубликованных в России и за рубежом. В своих фолк-исторических и фолк-лингвистических публикациях развивал идеи псевдонаучной «новой хронологии».
Награждён дипломом Союза журналистов Москвы.
Ушел из жизни 15 сентября 2023 года. Причина смерти — аневризма.
Похороны прошли 20 сентября в крематории Хованского кладбища.